# وندل بری
وندل بری (انگلیسی: Wendell Berry؛ زادهٔ ۵ اوت ۱۹۳۴) شاعر، رمان‌نویس، نویسنده، کشاورز، و مؤلف (پدیدآور)، فعال جنبش زیست‌محیطی اهل ایالات متحده آمریکا است.
وی همچنین برندهٔ جوایزی همچون کمک‌هزینه گوگنهایم شده‌است.